# Ян-Уве Вальднер
Ян-Уве Вальднер  (швед. Jan-Ove Waldner, 3 жовтня 1965) — шведський настільний тенісист, олімпійський чемпіон.

## Кар'єра гравця
У віці 16 років Вальднер вийшов у фінал чемпіонату Європи 1982 року в одиночному розряді, де ведучи 2:0 по сетах у результаті програв своєму землякові, іншому шведському гравцеві Мікаелю Аппельгрену.

## Виступи на Олімпіадах
| Олімпіада      | Дисципліна       | Місце |
| -------------- | ---------------- | ----- |
| Сеул 1988      | одиночний розряд | 8     |
| Сеул 1988      | парний розряд    | 8     |
| Барселона 1992 | одиночний розряд | 1     |
| Барселона 1992 | парний розряд    | =9    |
| Атланта 1996   | одиночний розряд | =9    |
| Атланта 1996   | парний розряд    | =5    |
| Сідней 2000    | одиночний розряд | 2     |
| Сідней 2000    | парний розряд    | =9    |
| Афіни 2004     | одиночний розряд | 4     |
| Афіни 2004     | парний розряд    | =5    |